# Federação Ugandense de Voleibol
A Federação Ugandense de Voleibol  (em inglêsːUganda Volleyball Federation,UVF) é  uma organização fundada em 1982 que governa a pratica de voleibol em Uganda, sendo membro da Federação Internacional de Voleibol e da Confederação Africana de Voleibol, a entidade é responsável por  organizar  os campeonatos nacionais de  voleibol masculino e feminino no país.